# İstanbul Güngörenspor
L'İstanbul Güngörenspor è una società calcistica con sede a Istanbul in Turchia. Fondato nel 1983 il club milita nella TFF 2. Lig. Il club gioca le gare casalinghe allo stadio Mimar Yahya Baş Stadyumu.

## Palmarès

### Competizioni nazionali
- TFF 2. Lig: 1

2009-2010

### Altri piazzamenti
- TFF 2. Lig:

Vittoria play-off: 2007-2008

## Rosa
| N. |                    | Ruolo | Calciatore          |
| -- | ------------------ | ----- | ------------------- |
| 3  | Turchia (bandiera) | D     | Mustafa Ün          |
| 4  | Turchia (bandiera) | D     | İbrahim Arıkan      |
| 5  | Turchia (bandiera) | C     | Kürşat Ergun Aydın  |
| 7  | Turchia (bandiera) | C     | Hakan Albayrak      |
| 8  | Turchia (bandiera) | C     | Özgür Ergün         |
| 9  | Turchia (bandiera) | A     | Mehmet Uğur Tülümen |
| 10 | Turchia (bandiera) | C     | Veysel Kılıç        |
| 11 | Turchia (bandiera) | A     | Semih Türe          |
| 14 | Ghana (bandiera)   | A     | Benjamin Boateng    |
| 15 | Turchia (bandiera) | C     | Celal Aras          |
| 17 | Turchia (bandiera) | A     | Tunç Murat Behram   |
| 19 | Turchia (bandiera) | C     | Sinan Ayar          |

| N. |                    | Ruolo | Calciatore        |
| -- | ------------------ | ----- | ----------------- |
| 20 | Turchia (bandiera) | A     | Şenol Erol        |
| 22 | Turchia (bandiera) | P     | Kadir Şentürk     |
| 23 | Ghana (bandiera)   | C     | Obed Ampong       |
| 24 | Turchia (bandiera) | A     | İbrahim Necipoğlu |
| 33 | Turchia (bandiera) | P     | Orhan Altay       |
| 38 | Turchia (bandiera) | D     | Mustafa Tuna Kaya |
| 39 | Turchia (bandiera) | C     | Zafer Şakar       |
| 55 | Turchia (bandiera) | C     | Pekin Köşnek      |
| 61 | Turchia (bandiera) | A     | Hamza Akaydın     |
| 70 | Ghana (bandiera)   | D     | Paul Aidoo        |
| 77 | Turchia (bandiera) | P     | Egemen Gençalp    |
| 99 | Turchia (bandiera) | A     | Emrah Kol         |